# Domizio Marso
Domizio Marso (in latino Domitius Marsus; intorno al 46 a.C. – dopo il 19 a.C.) è stato un poeta romano in lingua latina del I secolo a.C..

## Biografia
Contemporaneo di Ovidio, di lui non si conoscono precisi dati biografici. Nacque con tutta probabilità nella regione dei Marsi intorno al 46 a.C., mentre appare certa la sua appartenenza al circolo di Mecenate, tramandata da Marziale nei suoi epigrammi. All'ambiente augusteo rimanda un suo epigramma in lode di Azia, madre di Augusto, celebrata come "donna felice, sia che avesse partorito un uomo che un dio". 
Sembrerebbe, comunque, che fosse vissuto quantomeno fino al 19 a.C., data di un suo epitafio per Tibullo, ma sarebbe morto almeno prima dell'anno 8 d.C., in cui Ovidio non lo ricorda in una lista di poeti famosi.

## Opere
Della sua opera sono giunti 9 brevissimi frammenti, tra i quali spicca un epigramma dedicato alla morte di Virgilio e di Tibullo, riportato in alcuni manoscritti del Corpus Tibullianum prima dell'inizio dell'opera, insieme ad una Vita Tibulli anonima. Questo epigramma è l'unica fonte per determinare la data di morte di Tibullo:
| Te quoque Vergilio comitem non aequa, Tibulle, Mors iuvenem campos misit ad Elysios ne foret aut elegis molles qui fleret amores aut caneret forti regia bella pede. | Anche te, compagno di Virgilio, o Tibullo, una Morte ingiusta mandò ai Campi Elisi, ché non ci fosse più chi cantasse in elegie dolci amori, né le guerre dei re in esametri. |

Inoltre è tramandato anche un epigramma scritto contro i due fratelli Bavii, incluso in una raccolta intitolata Cicuta. 
Marziale, descrivendo l'attività letteraria di Domizio Marso come suo predecessore nel campo epigrammatico, ricorda anche poesie amorose ed un poema epico intitolato Amazonis, mentre Quintiliano annovera  un'opera colta in prosa, intitolata De urbanitate. Essa era incentrata sulla dottrina dell'arguzia, necessaria, secondo l'autore, per aumentare l'efficacia del discorso.